# 魯炅
魯 炅（ろ けい、703年 - 759年）は、唐代の軍人。本貫は幽州薊県。

## 経歴
その身長は7尺あまりあり、経書と史書を渉猟した。蔭官により左羽林軍長上に任じられた。天宝6載（747年）、隴右節度使の哥舒翰に召し出されて別奏となった。顔真卿が監察御史として隴右を訪れたとき、哥舒翰は魯炅を指さして「この人は後に節度使となるだろう」といった。石堡城を破るのに従い、河曲を奪回し、左武衛将軍に転じた。のちに隴右が吐蕃の侵入を抑えたとき、魯炅は功により右領軍衛大将軍同正員に任じられ、紫金魚袋を賜った。
天宝14載（755年）、安禄山の乱が起こり、唐はこれに対応するため、将帥を選任することになった。天宝15載（756年）1月、魯炅は上洛郡太守に任じられた。赴任しないうちに、南陽郡太守に転じ、南陽防禦使をつとめた。ほどなく御史大夫を兼ね、南陽節度使をつとめた。嶺南・黔中・山南東道の子弟5万人を葉県の北や滍水の南に駐屯させ、柵を築き、四面に壕を掘って守りを固めた。5月、反乱軍の将の武令珣や畢思琛らが来襲すると、将兵たちは出戦を求めたが、魯炅は許さなかった。反乱軍は陣営の西から風に乗せて煙で燻し出し、陣営内は居ても立っても居られず、横門から争って出たところ、反乱軍の矢が降りそそぎ、魯炅と中使の薛道らは逃走し、残余の兵は壊滅した。魯炅は残兵を収容して、南陽郡を守り、反乱軍の包囲を受けた。潼関が陥落すると、反乱軍に降った哥舒翰が魯炅を誘ってきたが、魯炅は聞き入れなかった。燕の豫州刺史の武令珣らが南陽を攻撃したが、月を重ねても攻め落とせなかった。武令珣が死ぬと、田承嗣が南陽を攻めた。潁川郡太守の来瑱と襄陽郡太守の魏仲犀が合流して南陽の救援にやってきた。魏仲犀は弟の魏孟馴を将として、兵を率いて明府橋にいたったが、反乱軍の姿を見るや逃走したので、救援軍は大敗した。魯炅は城中の食が尽き、牛皮の筋角を煮て食べた。米1斗は4万5万の値がついたが、価格はあっても実際の米がなかった。鼠1匹が400文の値がし、餓死者が枕を並べた。粛宗が曹日昇を使者として魯炅に特進・太僕寺卿の位を加えようとしたが、道が途絶して入れなかった。曹日昇が単騎で入って命を果たそうとしたが、魏仲犀に止められた。顔真卿が河北から襄陽までやってきて、魏仲犀をうながし、曹日昇が数騎、魏仲犀が数騎、合わせて10人を同行して入城させることができた。曹日昇は襄陽に取って返して、1000人で南陽に食糧を運び入れた。反乱軍はこれを防ぐことができず、さらに包囲は数カ月続いた。
魯炅は包囲の中にあること1年、救援の兵はやってこず、昼夜苦戦して、南陽の城中の人は互いを食いあった。至徳2年（757年）5月15日、魯炅は兵を率いて包囲を突破し、南陽を出て襄陽に向かった。田承嗣が追撃してきたが、魯炅は苦戦すること2日、反乱兵の多くを殺した。襄陽に入ると、御史大夫・襄陽節度使に任じられた。10月、唐軍が長安と洛陽を奪回すると、田承嗣らは河北に逃れた。12月、論功行賞がおこなわれ、魯炅は開府儀同三司の位を受け、御史大夫を兼ね、岐国公に封じられた。
乾元元年（758年）、魯炅は鄭州刺史を兼ね、鄭陳潁亳等州節度使をつとめた。ほどなく淮西襄陽節度使・鄧州刺史となった。10月、朔方節度使の郭子儀や河東節度使の李光弼ら9節度使とともに相州で安慶緒を包囲した。魯炅は淮西襄陽節度行営の歩兵1万人と馬軍300人を率い、李抱玉を兵馬使として、包囲軍の東面の北を担当した。乾元2年（759年）3月、反乱軍の将の史思明が范陽から相州の救援に現れ、安陽河の北で戦って唐軍は敗れ、魯炅は流れ矢に当たって敗走した。唐軍に味方していた回紇が退散すると、節度使たちは軍糧や兵器を遺棄して撤退した。魯炅の兵士は道中で激しい略奪をおこない、民衆に憎まれた。6月、魯炅は新鄭県に到着すると、毒薬を飲んで死去した。享年は57。

## 伝記資料
- 『旧唐書』巻114 列伝第64
- 『新唐書』巻147 列伝第72